# 国家重点保护古生物化石集中产地
国家重点保护古生物化石集中产地是中华人民共和国国土资源部根据《古生物化石保护条例》和《古生物化石保护条例实施办法》认定的国家重点化石产地。
自2014年至今，国土资源部已发布了两批国家重点化石产地名录。

## 第一批
- 辽宁朝阳化石产地
- 四川自贡化石产地
- 辽宁义县化石产地
- 山东山旺化石产地
- 云南禄丰化石产地
- 辽宁建昌化石产地
- 贵州关岭化石产地
- 甘肃和政化石产地
- 山东诸城化石产地
- 内蒙古二连浩特化石产地
- 内蒙古宁城化石产地
- 广东南雄化石产地
- 山东莱阳化石产地
- 河北泥河湾化石产地
- 黑龙江嘉荫化石产地
- 内蒙古鄂尔多斯化石产地
- 贵州黔东南化石产地
- 广东河源化石产地
- 湖北松滋化石产地
- 湖北南漳化石产地
- 内蒙古巴彦淖尔化石产地
- 山西榆社化石产地
- 贵州兴义化石产地
- 吉林乾安化石产地
- 浙江东阳化石产地
- 湖北远安化石产地
- 新疆鄯善化石产地
- 内蒙古四子王化石产地
- 广西扶绥化石产地
- 福建三明化石产地
- 河南汝阳化石产地
- 吉林白山化石产地
- 浙江天台化石产地
- 山西宁武化石产地
- 山西长子化石产地
- 湖南株洲化石产地
- 湖南桑植化石产地
- 山西五台山化石产地

## 第二批
- 内蒙古苏尼特左旗恐龙化石产地
- 辽宁北票市热河生物群化石产地
- 辽宁本溪县庙后山古人类遗址及哺乳动物化石产地
- 吉林延吉市白垩纪恐龙化石产地
- 黑龙江青冈县猛犸象哺乳动物群化石产地
- 安徽巢湖市三叠纪海生生物群化石产地
- 安徽潜山县古新世哺乳动物群化石产地
- 安徽休宁县蓝田生物群化石产地
- 湖北十堰市郧阳区青龙山恐龙蛋化石产地
- 重庆綦江区木化石-恐龙足迹化石产地
- 四川射洪县硅化木化石产地
- 贵州盘县三叠纪海生生物群化石产地
- 云南澄江县澄江动物群化石产地
- 云南罗平县三叠纪海生生物群化石产地
- 新疆哈密市翼龙动物群化石产地